# Sieghardt Rupp
Sieghardt Rupp (Bregenz, 14 giugno 1931 – Vienna, 20 luglio 2015) è stato un attore austriaco.

## Biografia
Da giovane si trasferì a Vienna, dove iniziò a studiare alla scuola drammatica Max Reinhardt Seminar. Nel 1954 avvenne il suo debutto a teatro. Nel 1959 recitò al teatro Volkstheater a Vienna.
Successivamente passò al cinema, dove iniziò a interpretare ruoli nei film western tedeschi tratti dai racconti di Karl May. Interpretò inoltre il ruolo di Esteban Rojo nello spaghetti-western Per un pugno di dollari diretto da Sergio Leone.
Negli anni settanta e ottanta prese parte a diversi episodi della serie poliziesca L'ispettore Derrick. 
Si ritirò dal mondo dello spettacolo nel 1995, rimanendo a Vienna, dove poi morì nel 2015.

## Filmografia

### Cinema
- La gang del Mambo-Bar (Mädchen für die Mambo-Bar), regia di Wolfgang Glück (1959)
- Wegen Verführung Minderjähriger, regia di Hermann Leitner (1960)
- Glocken läuten überall, regia di Franz Antel (1960)
- Ordine di esecuzione (Am Galgen hängt die Liebe), regia di Edwin Zbonek (1960)
- Mein Vaterhaus steht in den Bergen, regia di Hermann Leitner (1960)
- Il diavolo suonò la balalaika (Der Teufel spielte Balalaika), regia di Leopold Lahola (1961)
- Der Orgelbauer von St. Marien, regia di August Rieger (1961)
- Deutschland - deine Sternchen, regia di Edwin Zbonek (1962)
- Der rote Rausch, regia di Wolfgang Schleif (1962)
- Lulù l'amore primitivo (Lulu), regia di Rolf Thiele (1962)
- Waldrausch, regia di Paul May (1962)
- Mariandls Heimkehr, regia di Werner Jacobs (1962)
- Wilde Wasser, regia di Rudolf Schündler (1962)
- Una vergine per il bandito (...und ewig knallen die Räuber), regia di Franz Antel (1962)

- Die Försterchristel, regia di Franz Josef Gottlieb (1962)
- Das Feuerschiff, regia di Ladislao Vajda (1963)
- Alibi per un assassino (Ein Alibi zerbricht), regia di Alfred Vohrer (1963)
- La lunga strada della vendetta (Der letzte Ritt nach Santa Cruz), regia di Rolf Olsen (1964)
- Tim Frazer caccia il misterioso mister X (Tim Frazer jagt den geheimnisvollen Mister X), regia di Ernst Hofbauer (1964)
- Per un pugno di dollari, regia di Sergio Leone (1964)
- Verdammt zur Sünde, regia di Alfred Weidenmann (1964)
- Là dove scende il sole (Unter Geiern), regia di Alfred Vohrer (1964)
- Sie nannten ihn Gringo, regia di Roy Rowland (1965)
- A-009 missione Hong Kong (Das Geheimnis der drei Dschunken), regia di Ernst Hofbauer (1965)
- Guntar il temerario (Im Reich des silbernen Löwen), regia di Franz Josef Gottlieb (1965)
- Nude e caste alla fonte (Die Liebesquelle), regia di Ernst Hofbauer (1966)
- Ich suche einen Mann, regia di Alfred Weidenmann (1966)
- Der Weibsteufel, regia di Georg Tressler (1966)
- Una bara per Ringo (Wer kennt Johnny R.?), regia di José Luis Madrid (1966)
- Tre uomini in fuga (La Grande Vadrouille), regia di Gérard Oury (1966)
- 1000 dollari sul nero, regia di Alberto Cardone (1966)
- I cinque draghi d'oro (Five Golden Dragons), regia di Jeremy Summers (1967)
- Una notte di mezza estate (Mittsommernacht), regia di Paul May (1967)
- L'indomabile Angelica (Indomptable Angélique), regia di Bernard Borderie (1967)
- La lunga sfida, regia di Nino Zanchin e Mohamed Tazi (1967)
- Angelica e il gran sultano (Angélique et le sultan), regia di Bernard Borderie (1968)
- Un killer per Sua Maestà, regia di Federico Chentrens e Maurice Cloche (1968)
- Sexy report (Engel der Sünde), regia di August Rieger (1968)
- Bübchen, regia di Roland Klick (1968)
- Sette baschi rossi, regia di Mario Siciliano (1969)
- Alle dame del castello piace molto fare quello (Komm liebe Maid und mache...), regia di Josef Zachar (1969)
- Heintje - Ein Herz geht auf Reisen, regia di Werner Jacobs (1969)
- Desideri, voglie pazze di tre insaziabili ragazze (Alle Kätzchen naschen gern), regia di Josef Zachar (1969)
- Käpt'n Rauhbein aus St. Pauli, regia di Rolf Olsen (1971)
- Wer stirbt schon gerne unter Palmen?, regia di Alfred Vohrer (1974)
- Breakthrough - Specchio per le allodole (Steiner - Das Eiserne Kreuz, 2. Teil), regia di Andrew V. McLaglen (1979) - non accreditato
- Der Bockerer, regia di Franz Antel (1981)
- Weiningers Nacht, regia di Paulus Manker (1990)
- Etwas am Herzen, regia di Michael Cencig (1994)

### Televisione
- Die Verschwörung des Fiesco zu Genua, regia di Theodor Grädler - film TV (1961)
- Don Juan kommt zurück, regia di Kurt Wilhelm - film TV (1963)
- Die kleinen Füchse, regia di Heinrich Schnitzler - film TV (1963)
- Der Gürtel, regia di Frank Guthke - film TV (1967)
- Nur kein Cello, regia di Michael Kehlmann - film TV (1967)
- Hochspannung, regia di Herbert Ballmann - film TV (1967)
- Immer nur Mordgeschichten, regia di Wilhelm Semmelroth - film TV (1968)
- Hoppe, hoppe, Reiter, regia di C. Rainer Ecke - film TV (1969)
- Spion unter der Haube, regia di Günter Gräwert - film TV (1969)
- Die Kobibs'chen des Mr. Miggletwitcher, regia di Otto Tausig - film TV (1969)
- Die Nacht der Mörder, regia di C. Rainer Ecke - film TV (1970)
- Novellen aus dem wilden Westen - serie TV, episodio 1x17 (1970)
- Der Kurier der Kaiserin - serie TV, episodio 1x07 (1970)
- Heißer Sand, regia di Günter Gräwert - film TV (1971)
- Hamburg Transit - serie TV, episodio 1x08 (1971)
- Narrenspiegel, regia di Hans Quest - film TV (1971)
- Der Tod des Ministers, regia di Walter Davy - film TV (1972)
- Hallo - Hotel Sacher ... Portier! - serie TV, episodio 2x05 (1974)
- Der Fremde, regia di C. Rainer Ecke - film TV (1975)
- Donadieu, regia di Wolfgang Glück - film TV (1976)
- Vor Sonnenuntergang, regia di Dietrich Haugk - film TV (1980)
- Match, regia di Peter Patzak - film TV (1980)
- Der einsame Weg, regia di Claus Homschak - film TV (1980)
- Der Stromer, regia di Alois Hawlik - film TV (1983)
- Heinrich IV., regia di Fritz Zecha - film TV (1984)
- Minna von Barnhelm, regia di Tom Toelle - film TV (1987)
- L'ispettore Derrick (Derrick) - serie TV, episodi 10x07-12x02-14x10 (1983-1987)
- So ist es - Wie es ihnen scheint, regia di C. Rainer Ecke - film TV (1988)
- Peter Strohm - serie TV, episodio 1x07 (1989)
- Professor Bernhardi, regia di C. Rainer Ecke - film TV (1989)
- Tatort - serie TV, 10 episodi (1971-1990)
- Soko 5113 (SOKO München) - serie TV, episodio 8x12 (1990)
- Wolken über Kaprun - serie TV, episodio 1x09 (1993)
- Die spanische Fliege, regia di Heinz Marecek e Michael Fischer-Ledenice - film TV (1995)